# Lucigadus nigromarginatus
Lucigadus nigromarginatus är en fiskart som först beskrevs av Smith och Lewis Radcliffe 1912.  Lucigadus nigromarginatus ingår i släktet Lucigadus och familjen skolästfiskar. Inga underarter finns listade i Catalogue of Life.